# Ținutul Privislinskii

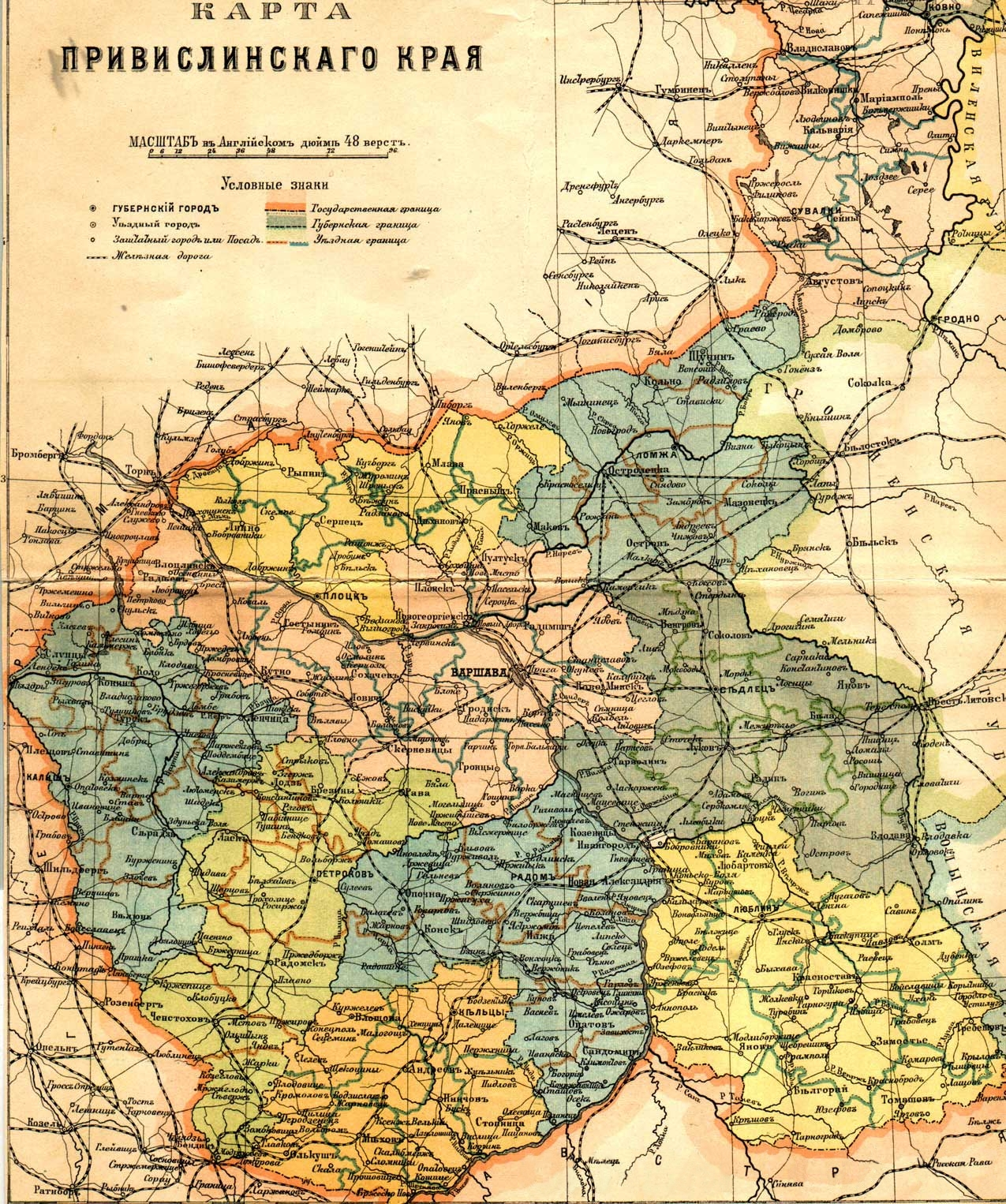
Hartă a Privislinsky krai din a doua jumătate a secolului al XIX-lea

Ținutul Privislinskii (din rusă Привислинский край; nume adaptat la poloneză sub forma Kraj Przywiślański — „Țara de lângă Vistula” sau ca Kraj Nadwiślański — „Țara de pe Vistula”) a fost, din martie 1867, numele provinciei vestice a Imperiului Rus, provincie fondată gradual între 1831 și 1867 în locul Poloniei Congresului întemeiate în 1815. Teritoriul stăpânit de Imperiul Rus era limitat la cursul mijlociu al Vistulei; cursul superior în zona Cracoviei era subordonat Imperiului Austriac, iar cursul inferior, în aval de Toruń, aparținea de Prusia Apuseană.

## Legături externe
- de Sammlung historischer Landkarten zur deutsch-polnischen Geschichte